# Estação Cartier
A Estação Cartier é uma das estações do Metrô de Montreal, situada em Laval, entre a Estação Henri-Bourassa e a Estação De La Concorde. Faz parte da Linha Laranja.
Foi inaugurada em 28 de abril de 2007. Localiza-se no Boulevard Cartier. Atende os bairros de Laval-des-Rapides e Pont-Viau.